# Кубок России по дзюдо 2016
Кубок России по дзюдо 2016 года прошёл с 8 по 10 декабря в Абакане. В соревнованиях приняли участие 264 спортсмена (173 мужчины и 91 женщина), которые представляли 42 субъекта страны.

## Медалисты

### Мужчины
| Категория                   | Золото                                      | Серебро                                                    | Бронза                                                                                         |
| --------------------------- | ------------------------------------------- | ---------------------------------------------------------- | ---------------------------------------------------------------------------------------------- |
| Наилегчайший вес (до 60 кг) | Михаил Алдын-оол · Москва                   | Заур Калашаов · Ленинградская область                      | Бахриддин Муминов · Иркутская область Магомед Соломгериев · Ленинградская область              |
| Полулёгкий вес (до 66 кг)   | Иван Спирин · Пермский край                 | Андраник Курдян · Вологодская область                      | Евгений Романча · Московская область Пайлак Галоян · Красноярский край                         |
| Лёгкий вес (до 73 кг)       | Саян Ондар · Тыва · Красноярский край       | Владислав Михалин · Брянская область                       | Аламшо Исроилов · Красноярский край Роман Токарев · Московская область                         |
| Полусредний вес (до 81 кг)  | Умар-Хажа Сулейманов · Чечня                | Заур Киятов · Краснодарский край                           | Тамаз Болоташвили · Ямало-Ненецкий автономный округ Магомед Абдулкагиров · Ставропольский край |
| Средний вес (до 90 кг)      | Александр Федосов · Москва                  | Дмитрий Довгань · Ханты-Мансийский автономный округ — Югра | Алико Джиландзе · Самарская область Евгений Иванов · Красноярский край                         |
| Полутяжёлый вес (до 100 кг) | Сергей Самойлович · Калининградская область | Михаил Косяшников · Ставропольский край                    | Асхаб Костоев · Курская область Николай Коваленко · Владимирская область                       |
| Тяжёлый вес (свыше 100 кг)  | Филипп Иванов · Красноярский край           | Никита Дибрин · Тюменская область                          | Владимир Молодых · Белгородская область Роман Бобиков · Тверская область                       |

### Женщины
| Категория                   | Золото                                                 | Серебро                                                   | Бронза                                                                          |
| --------------------------- | ------------------------------------------------------ | --------------------------------------------------------- | ------------------------------------------------------------------------------- |
| Наилегчайший вес (до 48 кг) | Аида Бикбова · Татарстан                               | Ольга Тарасова · Москва                                   | Ксения Тугуши · Вологодская область Оксана Агазаде · Московская область         |
| Полулёгкий вес (до 52 кг)   | Ольга Гагарина · Москва                                | Антонина Кириевская · Брянская область                    | Анастасия Коваленко · Оренбургская область Марина Гюнтер · Красноярский край    |
| Лёгкий вес (до 57 кг)       | Катерина Доценко · Пермский край                       | Алёна Нефедова · Красноярский край                        | Татьяна Казенюк · Краснодарский край Эльвира Бибарцева · Пермский край          |
| Полусредний вес (до 63 кг)  | Екатерина Оноприенко · Пермский край                   | Яна Полякова · Свердловская область                       | Татьяна Задорожная · Ставропольский край Александра Миловзорова · Москва        |
| Средний вес (до 70 кг)      | Таисия Киреева · Челябинская область                   | Татьяна Коваленко · Московская область · Тверская область | Ирина Алексеева · Челябинская область Маргарита Лугова ·                        |
| Полутяжёлый вес (до 78 кг)  | Ольга Артошина · Красноярский край                     | Александра Гималетдинова · Татарстан                      | Мария Зольникова · Тюменская область Екатерина Иноземцева · Кемеровская область |
| Тяжёлый вес (свыше 78 кг)   | Александра Хомын · Санкт-Петербург · Псковская область | Мария Шекерова · Татарстан                                | Анна Васильева · Челябинская область Наталья Соколова · Красноярский край       |